# Plutôt d'accord
Pour plus de détails, voir Fiche technique et Distribution.
Plutôt d'accord est un court métrage de 14 minutes réalisé par Stéphane et Christophe Botti, sorti en France le 12 novembre 2004. Le scénario est également des frères Botti. Ce film a été diffusé sur Pink TV, Canal Hollywood en Espagne et MTV Network à New York. Il est également diffusé en DVD dans le coffret Courts mais gay N°2 distribué par Antiprod.

## Synopsis
Jérémie est un jeune homme homosexuel qui rêve du grand amour. Sa collègue Céline qui, comme lui, fait passer des tests à des passants dans la rue pour un institut de recherches en consommation le pousse à rencontrer quelqu'un. Jérémie fait  la connaissance du beau Rodrigue, mais la timidité de Jérémie le fait redoubler de maladresse.

## Fiche technique
- Titre : Plutôt d'accord
- Réalisation : Christophe Botti, Stephane Botti
- Scénario : Christophe Botti, Stephane Botti
- Décors :
- Photographie : Simon Beaufils, Julien Roux
- Montage :
- Son :
- Mixage :
- Production : Antiprod
- Pays de production :  France
- Durée : 14 minutes
- Dates de sortie :  
  - 11 juin 2004 : New York Lesbian and Gay Film Festival (en) (États-Unis)
  - 25 septembre 2004 : Montréal Image and Nation Film Festival (Canada)
  - 12 novembre 2004 (France : DVD première)
  - 19 avril 2005 : Grenoble Gay and Lesbian Film Festival (France)

## Distribution
- Grégoire Hittner : Jérémie
- Eleni Laiou : Céline
- Xavier Lafitte : Rodrigue
- Arnaud Valois : le jeune homme muet
- Franck Chassagnac : un enquêteur
- Cécile Théodore : une enquêtrice

## Distinctions
- Prix du public au festival Vues d'en face de Grenoble
- Prix du public du festival du film de Bruxelles
- Prix du public du festival de Verzaubert
- Mention spéciale du jury et prix du public du festival du film de Turin